# 5840 Рейбраун
5840 Рейбраун (5840 Raybrown) — астероїд головного поясу, відкритий 28 липня 1978 року.
Тіссеранів параметр щодо Юпітера — 3,337.